# Café de Paris Monte-Carlo
Café de Paris Monte-Carlo är en monegaskisk inrättning som bedriver främst servering av mat och dryck men även kasinoverksamhet under namnet Casino Café de Paris. Inrättningen har till sitt förfogande bar, brasserie, kafé och restaurang. Både brasseriet och restaurangen är inspirerad från medelhavsköket.
Den ligger bredvid kasinot i Monte Carlo och mitt emot lyxhotellet Hôtel de Paris Monte-Carlo. Inrättningen ägs av det statliga tjänsteföretaget Société des bains de mer de Monaco (Monaco SBM) och leds av chefskocken Franck Lafon.

## Historik
Hôtel de Paris Monte-Carlo uppfördes 1864 men initialt hade den inte någon inrättning för mat och dryck. François Blanc, chefen för kasinot i Monte Carlo, insåg problemet och en inrättning med namnet Café-Divan öppnades i januari 1868. Den hade ett kafé, en mindre restaurang, ett biljardrum, en tobaksaffär samt en parfymaffär som drevs av hans fru Marie Blanc. Den blev väldig populär och fick senare namnet Grand Café de Monte-Carlo. År 1882 uppfördes det en ny inrättning på platsen och den här gången med en grillrestaurang, kafé och glass- och sorbetbar. Åtta år senare revs den dock och det uppfördes en ny inrättning för mat och dryck men den var bara öppen några år innan den också blev riven. I februari 1897 uppfördes en ny inrättning med namnet Café de Paris och som har genomgått flera renoveringar sen dess (1913, 1930, 1960, 1962, 1973 och 1988). År 2009 beslutade Monaco SBM att upprätta en mindre kasinoverksamhet, mest enarmade banditer men även några bord för blackjack, craps och roulette, hos Café de Paris Monte-Carlo.